# Tenebrón
Tenebrón és un municipi de la província de Salamanca a la comunitat autònoma de Castella i Lleó. Limita al Nord amb Alba de Yeltes, a l'Est amb Dios le Guarde i Morasverdes, al Sud amb Serradilla del Arroyo i El Baldío (Serradilla del Llano) i a l'Oest amb Ciudad Rodrigo i Dehesa de Gavilán (Sancti-Spíritus).

## Demografia
| 1991 | 1996 | 2001 | 2004 |
| ---- | ---- | ---- | ---- |
| 256  | 240  | 223  | 213  |